# مونتاگو بروکاس باروز
مونتاگو بروکاس باروز (انگلیسی: Montagu Brocas Burrows؛ ۳۱ اکتبر ۱۸۹۴ – ۱۷ ژانویه ۱۹۶۷) فرد نظامی اهل بریتانیا بود. وی همچنین برندهٔ جوایزی همچون صلیب نظامی شده‌است.